# Stegnogramma lobbiana
Stegnogramma lobbiana là một loài dương xỉ trong họ Thelypteridaceae. Loài này được Ridl. mô tả khoa học đầu tiên năm 1926.
Danh pháp khoa học của loài này chưa được làm sáng tỏ. 